# Szerb U21-es labdarúgó-válogatott
A Szerb U21-es labdarúgó-válogatott Szerbia 21 éven aluli labdarúgó-válogatottja, melyet a szerb labdarúgó-szövetség irányít.

## U21-es labdarúgó-Európa-bajnokság
- 1978–1992:
- 1994: kizárva
- 1996: kizárva
- 1998: nem jutott ki
- 2000: nem jutott ki
- 2002: nem jutott ki
- 2004: Ezüstérmes  (Szerbia és Montenegró néven)
- 2006: Elődöntő (Szerbia és Montenegró néven)
- 2007: Ezüstérmes
- 2009: Csoportkör
- 2011: nem jutott ki
- 2013: nem jutott ki
- 2015: Csoportkör

## Olimpiai szereplés
- 1992: Nem jutott ki
- 1996: Nem jutott ki
- 2000: Nem jutott ki
- 2004: 16. hely (Szerbia és Montenegró néven)
- 2008: 12. hely
- 2012: Nem jutott ki

## A csapat kapitányai
- 1998–2000: Milovan Đorić
- 2000–2002: Nikola Rakojević
- 2002–2004: Vladimir Petrović
- 2004-2005: Milorad Kosanović
- 2005-2006: Dragan Okuka
- 2006-2007: Miroslav Đukić
- 2007-2009: Slobodan Krčmarević
- 2009-2010: Ratomir Dujković
- 2010: Tomislav Sivić (ideiglenes)
- 2010-2012: Aleksandar Janković
- 2013-: Radovan Ćurčić